# Kułakowszczyzna (rejon mołodecki)
Kułakowszczyzna – dawna kolonia i folwark. Tereny, na których były położone, leżą obecnie na Białorusi, w obwodzie mińskim, w rejonie mołodeckim, w sielsowiecie Olechnowicze.

## Historia
W czasach zaborów folwark i wieś w gminie Zasław, w powiecie mińskim, w guberni mińskiej Imperium Rosyjskiego. W 1870 roku należały do Bielinowiczów.
W latach 1921–1945 folwark i kolonia (wcześniej wieś) leżały w Polsce, w województwie wileńskim, w powiecie stołpeckim, a od 1927 w powiecie mołodeckim, w gminie Raków.
Według Powszechnego Spisu Ludności z 1921 roku zamieszkiwało:
- folwark – 10 osób, 9 było wyznania rzymskokatolickiego a 1 białoruskiego. Jednocześnie wszyscy mieszkańcy zadeklarowali polską przynależność narodową. Był tu 1 budynek mieszkalny[4]. W 1931 w 1 domu zamieszkiwało 9 osób[5].
- wieś – 22 osoby, 9 było wyznania rzymskokatolickiego a 1 białoruskiego. Jednocześnie wszyscy mieszkańcy zadeklarowali polską przynależność narodową. Było tu 5 budynków mieszkalnych[4]. W 1931 w 6 domach zamieszkiwało 28 osób[5].

Wierni należeli do parafii rzymskokatolickiej w Dubrowie i prawosławnej w Uszy. Miejscowość podlegała pod Sąd Grodzki w Rakowie i Okręgowy w Wilnie; właściwy urząd pocztowy mieścił się w Rakowie.